# Hans Friedrich Wohlert
Hans Friedrich Wohlert, född 29 september 1703 i Kiel, död 18 november 1779 i Slesvig, var en dansk kirurg. 
Wohlert kom tidigt till Köpenhamn, där han utbildades som sven hos Henning Ditlev Claussen och tjänstgjorde som kirurg vid hästgardet. Under senare delen av 1830-talet företog han än längre studieresa till Berlin, London och Paris. Återkommen till hemlandet tog han kirurgisk examen under Simon Crüger i Köpenhamn 1739, var regementsfältskär 1739–46¨och hovkirurg 1746–68. Som sådan opererade han drottning Louise för ett inklämt bråck 1751, men han lyckades inte att rädda hennes liv. Han var ledamot av kommissionen angående inrättandet av Frederiks Hospital och senare av sjukhusets direktion. År 1768 drog han sig tillbaka till staden Slesvig.